# Тессон, Сильвен
Сильве́н Тессо́н  (фр. Sylvain Tesson; 26 апреля 1972 года, Париж) — французский путешественник, журналист, писатель.

## Биография
Сильвен Тессон родился 26 апреля 1972 года в Париже. Мать — Мари-Клод, отец — Филипп Тессон (фр. Philippe Tesson) — известный французский журналист; сестры: Стефани Тессон (фр. Stéphanie Tesson) — актриса, Дафна Тессон (фр. Daphné Tesson) — журналист-искусствовед.
Сильвен Тессон по образованию — учитель географии. Ещё будучи студентом, в 1991 году, отправился в своё первое путешествие в Исландию. В 1993 году совместно с Александром Пуссеном (фр. Alexandre Poussin) совершил кругосветку на велосипеде. С этого путешествия начинается новая жизнь Тессона — путешественника-авантюриста. Он пересекал верхом на лошади степи Центральной Азии: от Казахстана до Узбекистана. В течение всей поездки его сопровождала Присцилла Тельмон (фр. Priscilla Telmon), которая была его компаньоном в путешествиях несколько лет. В 2004 году совершил пеший переход от Сибири до Индии, следуя маршруту, изложенному в книге беглеца из ГУЛАГа Славомира Равича «Длинный путь». Для своих путешествий Тессон, как правило, выбирает страны бывшего СССР.
Все свои поездки Сильвен оплачивает сам. В путешествиях никогда не использует специальное, современное, техническое оснащение и передвигается абсолютно автономно. Деньги на путешествия получает от гонораров за документальные фильмы о его экспедициях, за конференции, которые он проводит, а также от продаж своих книг с рассказами об экспедициях.
То время, которое Сильвен не путешествует, он посвящает литературе. Помимо путевых заметок, Сильвен Тессон пишет стихи и юмористические рассказы. Как правило, действия всех произведений разворачиваются в тех странах, где проходил маршрут его путешествий: Россия, Казахстан, Узбекистан, Индия и т. д. Он также пишет литературные рецензии, ведет ежемесячную колонку в парижском журнале «Гран Репортаж» (фр. «Grands reportages»). С 2004 года совместно с фотографом Тома Гоиском (фр. Thomas Goisque) и художником Бертраном де Миолли (фр. Bertrand de Miollis) Сильвен готовит специальные репортажи о своих экспедициях для французского «Лё Фигаро Мaгазин» (фр. Le Figaro Magazine). Для телеканала FR5 написал несколько сценариев к документальным фильмам. Кроме того, Сильвен Тессон очень много путешествует по всему миру и даёт конференции, где рассказывает о своих путешествиях и отвечает на вопросы.
С 2007 года Сильвен Тессон — почетный член французского общества INREES (Institut de recherche sur les expériences extraordinaires). Является председателем организации Guilde européenne du raid и Французского общества путешественников (фр. Société des explorateurs français)
Одним из проектов Сильвена Тессона стало совместное путешествие с Венсаном Мюнье в Тибет на поиски снежных барсов, по итогам которого Тессон опубликовал книгу «La Panthère des neiges», отмеченную премией Ренодо. Тема поиска снежных барсов в горах Тибета легла также в основу фильма «В поисках снежного барса» (фр. La Panthère des neiges), получившего премию «Сезар» за лучший документальный фильм.

### Путевые заметки
- 1996: «Мы катимся по земле»: кругосветное путешествие на велосипедах вместе с Александром Пуссеном (фр. Alexandre Poussin), Laffont.
- 1998: «Гималаи: взгляд с покоренных вершин»: горный переход вместе с Александром Пуссеном (фр. Alexandre Poussin), Laffont.
- 1998: «Прогулка по небу»: пеший переход через Гималаи длиной в 5000 км, вместе с Александром Пуссеном (фр. Alexandre Poussin), Laffont.
- 2000: «Сделка с авантюрой и риском», Hachette
- 2001: «Поездка по степи»: 3000 км верхом на лошади пересекая степи центральной Азии, вместе с Присиллой Тельмон (фр. Priscilla Telmon), Laffont
- 2002 «Дневник степи»: верхом через всю центральную Азию, вместе с Присиллой Тельмон (фр. Priscilla Telmon), Glénat

совместно с Присиллой Тельмон
- 2004 «Путь Волка», Laffont
- 2005 «Под звездой свободы», (фотографии Томаса Гуаска (фр. Thomas Goisque), Arthaud
- 2007 «Черная Звезда Степей»: путешествие к залежам нефти и газа вместе с фотографом Томасом Гуаском (фр. Thomas Goisque), Arthaud
- 2007 «Хвала движению энергии», Équateurs
- 2008 «Афоризмы под луной и другие вздорные мысли», Équateurs
- 2008 «Байкал: взгляд странников тайги», путешествие по тайге на мотоциклах вместе с Томасом Гуаском (фр. Thomas Goisque), Transboréal.
- 2011 «Байкал: 180 дней одиночества»

### Эссе
- 2005 «Маленькое эссе о необъятности мира», Équateurs
- 2011 «В сибирских лесах», премия Медичи за эссеистику
- 2012 Géographie de l’instant, Éditions des Équateurs
- 2017 Une très légère oscillation, Éditions des Équateurs, ISBN 978-2849904954
- 2018 Un été avec Homère, France Inter / Les Équateurs Pour un compte-rendu critique, voir Pierre Sauzeau, Un été avec Homère, in : Actualités des études anciennes

### Романы
- 2002 «Новеллы Востока», Phébus,
- 2004 «Сады Аллаха», Phébus,
- 2009 «Жизнь под открытым небом», (роман отмечен престижной французской Гонкуровской премией (фр. Prix Goncourt) в 2009 году).
- 2010 Vérification de la porte opposée, Phébus
- 2014 S’abandonner à vivre, Gallimard, ISBN 978-2-070-14424-2

## Публикации на русском языке

### Отдельные издания
- Лето с Гомером. / Пер. с франц. С. Рындина. М.: Ад Маргинем Пресс, 2019.
- Снежная пантера. / Пер. с франц. Е. Лебедевой. М.: Текст, 2021.

### Журнальные публикации
- По ком звонит колокол (отрывок из книги «Парижская Богоматерь, о Царица скорби») // Пер. с франц. И. Дмоховской. «Иностранная литература», № 3, 2020.
- Глен (рассказ) // Пер. с франц. Л. Николе. «Иностранная литература», № 9, 2022.
- Остров (рассказ) // Пер. с франц. Л. Николе. «Иностранная литература», № 1, 2023.

## Документальные фильмы
- 2016 — «В лесах Сибири» (фр. «Dans les forêts de Sibérie») — французский кинофильм 2016 года, режиссёра Сафи Неббу, снятый по одноимённому роману Тессона.
- 2011 — «Байкал. 180 дней одиночества» (ТВ)
- 2004 — «Пути свободы». Документальная лента рассказывает о путешествии Сильвена Тессона по Азии пешком по следам беглецов ГУЛАГа. Начав свое путешествие в Якутске в мае 2003 году, он пересекает тайгу, проходит вдоль Байкала, пересекает степи Монголии на лошади, проезжает по Тибету на велосипеде, переходит через Гималаи с севера на юг, и, наконец, приезжает в Индию, в Калькутту, в январе 2004 года. Фильм подготовлен совместно с Николя Милле (фр. Nicolas Millet) и был отмечен призом в 2004 году.

## Награды
- Кавалер ордена «За заслуги» (2017, Франция).
- Медаль Признательности[арм.] (29 сентября 2022 года, Армения) — за вклад в укрепление и развитие дружественных отношений между Арменией и Францией и защиту общечеловеческих ценностей[5]
- Премия Медичи за лучшее эссе (2011).
- Премия «гусаров» (2015).
- Премия Ренодо (4 ноября 2019 года).
- Гонкуровская премия за рассказ (2009).
- Премия Nice Baie des Anges (2014).
- Prix de la Page 112 (2015).
- Премия Французской академии за лучший сборник рассказов (2009).
- Prix littéraire de l’armée de terre — Erwan Bergot (2015).